# Eschau (Németország)
Eschau település Németországban, azon belül Bajorországban. Lakosainak száma 4024 fő (2023. december 31.). Eschau Altenbuch, Dorfprozelten és Stadtprozelten községekkel határos.

## Népesség
A település népessége az elmúlt években az alábbi módon változott:
| Lakosok száma | 932  | 1411 | 1751 | 3891 | 3783 | 3716 | 3762 | 3795 | 3883 | 4024 |
|               | 1875 | 1950 | 1975 | 1987 | 2012 | 2014 | 2016 | 2017 | 2021 | 2023 |